# Třída Vulcan
Třída Vulcan byly opravárenské lodě námořnictva Spojených států amerických. Mezi jejich hlavní úkoly patřily operace v blízkosti válečných zón, kde prováděly opravy poškozených válečných lodí, jejich údržbu a poskytovaly jim logistickou podporu. Celkem byly postaveny čtyři jednotky této třídy. Ve službě byly v letech 1941–1995. Všechny byly již vyřazeny. Jediným zahraničním uživatelem třídy byl Pákistán.
USS Vulcan se roku 1978 stal první válečnou lodí amerického námořnictva, v jejíž posádce byly ženy (předtím sloužily pouze na nemocničních lodích).

## Stavba
Celkem byly postaveny čtyři jednotky této třídy. První postavila loděnice New York Shipbuilding Corporation v Camdenu v New Jersey a zbylé tři loděnice Los Angeles Shipbuilding and Drydock v San Pedru. 
Jednotky třídy Vulcan:
| Jméno             | Založení kýlu     | Spuštěna           | Vstup do služby | Status |
| ----------------- | ----------------- | ------------------ | --------------- | --- |
| USS Vulcan (AR-5) | 16. prosince 1939 | 14. prosince 1940  | 14. června 1941 | Vyřazen 30. září 1991, sešrotován.                                                                        |
| USS Ajax (AR-6)   | 7. května 1941    | 22. srpna 1942     | 3. října 1943   | Vyřazen 31. prosince 1986, sešrotován.                                                                    |
| USS Hector (AR-7) |                   | 11. listopadu 1942 | 7. února 1944   | Vyřazen 31. března 1987, dne 20. dubna 1989 zapůjčen Pákistánu jako Moawin, 1994 vrácen USA a sešrotován. |
| USS Jason (AR-8)  | 9. března 1942    | 3. dubna 1943      | 19. června 1944 | Vyřazen 24. června 1995, sešrotován.                                                                      |

## Konstrukce

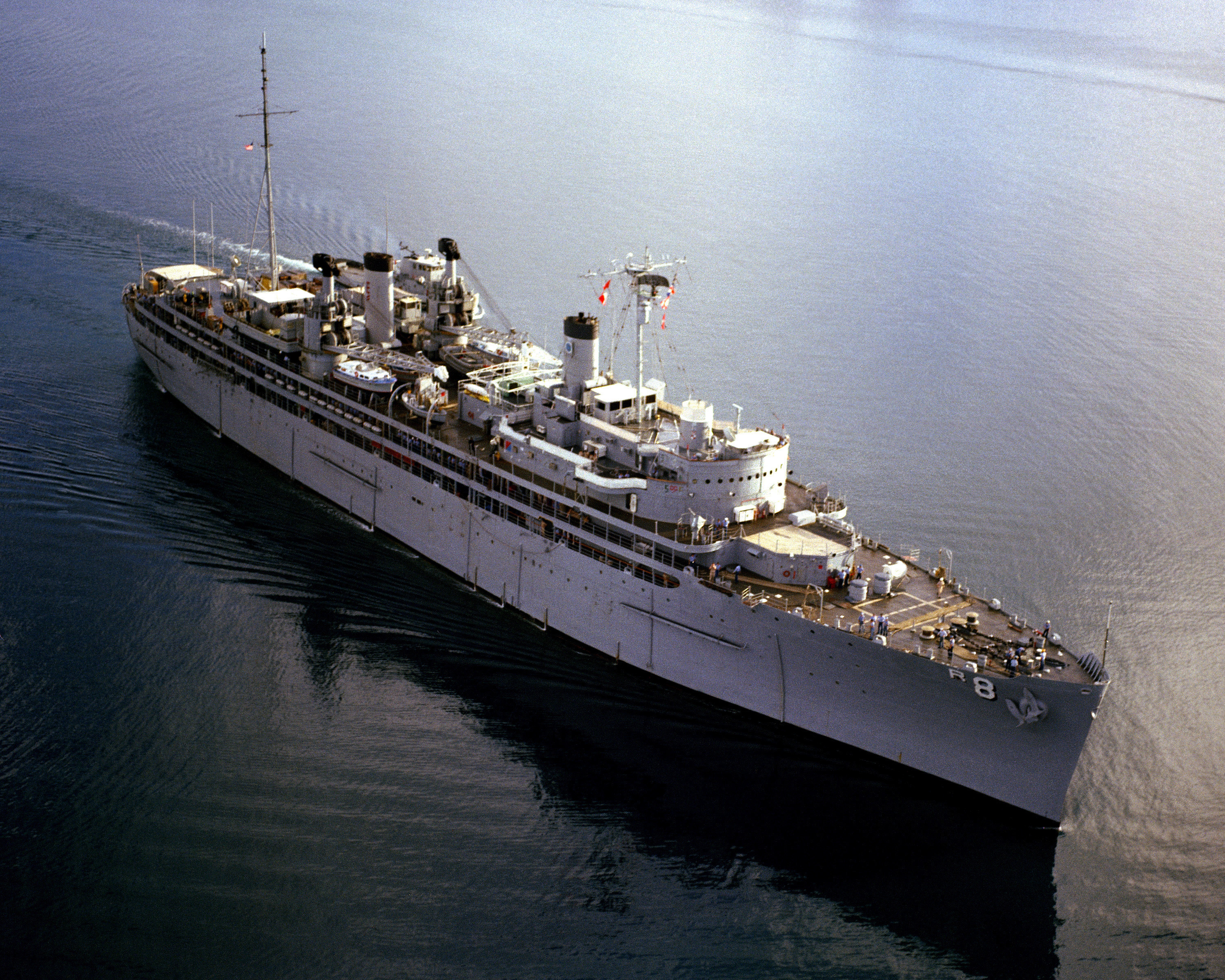
USS Jason (AR-8)

Plavidla byla vyzbrojena čtyřmi 127mm kanóny a osmi 40mm kanóny Bofors. Později nesla pouze čtyři 20mm kanóny a dva 12,7mm kulomety. Pohonný systém tvořily čtyři kotle Babcock & Wilcox a dvě parní turbíny o výkonu 11 000 shp, pohánějící dva lodní šrouby. Nejvyšší rychlost dosahovala 19 uzlů.

## Operační služba
Celá čtveřice se zapojila do bojů druhé světové války. Vulcan se roku 1944 účastnil invaze do jižní Francie. Ajax, Hector a Jason se později účastnily také korejské a vietnamské války.